# Tomas Žvirgždauskas
Tomas Žvirgždauskas (* 18. März 1975 in Vilnius) ist ein ehemaliger litauischer Fußballspieler. Er spielte zuletzt bei Halmstads BK in der Fotbollsallsvenskan, der höchsten schwedischen Spielklasse.

## Karriere
Žvirgždauskas begann seine Karriere in der Jugendmannschaft von Žalgiris, wo er 1991 in die erste Mannschaft geholt wurde. Gleich in seiner ersten Saison (und der ersten in der litauischen Meisterschaftsgeschichte, nach dem Zerfall der Sowjetunion) wurde der Meistertitel und der Pokal geholt. Drei weitere nationale Titel (eine Meisterschaft, zwei Pokalsiege) sowie der Sieg in der Baltic League 1993/94 folgten, bis er 1995 nach Dänemark zu Næstved BK wechselte. Bereits in der ersten Saison musste der Verein aus der höchsten dänischen Spielklasse absteigen. Danach kehrte er für ein halbes Jahr zu Žalgiris zurück, ehe er im Januar 1997 nach Polen zu Polonia Warschau wechselte. Nach dem Vizemeistertitel 1999 konnte man 2000 den Meistertitel erringen. 2001 folgte der Pokaltriumph. 
Daraufhin verließ er Warschau und spielte eine Saison bei Widzew Łódź, wo man in der Endtabelle des Abstiegs-Play-Off Rang zwei (insgesamt Platz zehn) erreichte. 2002 ging es dann nach Schweden zu Halmstads BK. 2004 wurde er mit seinem Verein Vizemeister, was bis dato der größte Erfolg Žvirgždauskas' in Schweden blieb.
Für Litauen absolvierte Žvirgždauskas 56 Länderspiele.

## Erfolge
- Litauischer Meister: 1991, 1992
- Litauischer Pokalsieger: 1991, 1993, 1994
- Polnischer Meister: 2000
- Polnischer Pokalsieger: 2001
- Baltic League: 1993/94